# Penthimia escalerae
Penthimia escalerae är en insektsart som beskrevs av William Lucas Distant 1910. Penthimia escalerae ingår i släktet Penthimia och familjen dvärgstritar. Inga underarter finns listade i Catalogue of Life.